# Kršćanska zastava
Kršćanska zastava (eng. Christian Flag) je ekumenska zastava s ciljem predstavljanja kršćanstva i kršćanskoga svijeta. 
Zastava je prvi put korištena 26. rujna 1897. godine u Brighton kapeli u Brooklynu, New York, SAD. Današnju inačicu su dizajnirali Charles C. Overton i Ralph Diffendorfer, 1907. godine.
Katolička, pravoslavna, kao i neke protestantske crkve koriste neslužbeno ovu zastavu.

## Boje
Zastava je bijele boje, dok se u gornjem lijevom kutu nalazi plavo polje. Na plavom polju se nalazi crveni križ simbol Isusove krvi prolivene na Golgoti. Bijela boja predstavlja Kristovu čistoću, dok plava boja simbolizira vjernost, istinu i iskrenost.

## Galerija
- Kršćanska zastava
- Kršćanska zastava uz zastavu Sjedinjenih Američkih Država

## Vanjske poveznice
- The Christian Flag na crwflags.com (engl.)